# Venkovský dům čp. 176 (Andělská Hora)
Venkovský dům čp. 176 stojí na katastrálním území Andělská Hora ve Slezsku. Je představitelem lidové kultury východosudetského typu a byl v roce 2001 Ministerstvem kultury České republiky prohlášen kulturní památkou České republiky.

## Historie
Venkovský dům východosudetského typu byl postaven na přelomu 18. a 19. století v jižní části náměstí u hlavní silnice II/452. Návrh na prohlášení kulturní památkou byl podán v roce 1998 a 2. října 2001 Ministerstvem kultury České republiky prohlášen kulturní památkou České republiky.

## Popis

### Exteriér
Venkovský dům je volně stojící zděná omítaná přízemní podsklepená budova na půdorysu obdélníku na vysoké kamenné podezdívce. Má polovalbovou střechu krytou břidlicí. Na severní straně střechy je prkenný vikýř se sedlovou střechou krytou eternitem. Východní zděný štít má prolomena tři obdélná okna a jeden půlkruhový zasklený průzor. Západní zděný štít má tři půlkruhové průzory. Jižní okapová strana má šest okenních os, ve štítových průčelích jsou tří okenní osy. V severní okapové straně je vchod s dvoukřídlými dveřmi. Novodobá okna jsou dvojitá, dělena na tři díly. Stavebním materiálem byl lomový kámen a cihla. 

### Interiér
Vnitřní dispozice je trojdílná šestiprostorová komorového typu s průchozí síni. V pravé části jsou dvě světnice s plochými stropy a vchod do sklepa, který má valenou klenbu členěnou pasy. V levé části je malá světnice, vstup na půdu, jizba a světnice. Jizba má trámový záklopový strop s průvlaky a je v ní umístěn kachlový sporák.